# Poolse parlementsverkiezingen 1961

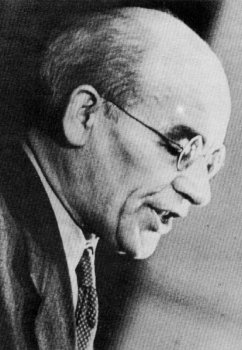
De leider van de communistische partij, Władysław Gomułka.

De Poolse parlementsverkiezingen van 1961 vonden op 16 april van dat jaar plaats.
De verkiezingen vonden plaats op basis van een eenheidslijst van het door de communistische Poolse Verenigde Arbeiderspartij (PZPR) gedomineerde Front voor Nationale Eenheid (Front Jedności Narodu). Voor de 460 zetels in het parlement, de Sejm, waren 616 kandidaten geselecteerd.

## Uitslag
Bij een opkomst van 94,83% stemde 98,34% op de kandidaten van het Front voor Nationale Eenheid.
| Coalitie                        | Partij of groep                  | Stemmen | %       | Zetels    |
| ------------------------------- | -------------------------------- | ------- | ------- | --------- |
| Front voor Nationale Eenheid    | Poolse Verenigde Arbeiderspartij |         | 98,34%  | 256 / 460 |
| Front voor Nationale Eenheid    | Verenigde Boerenpartij           |         | 98,34%  | 117 / 460 |
| Front voor Nationale Eenheid    | Democratische Partij             |         | 98,34%  | 39 / 460  |
| Front voor Nationale Eenheid    | Znak                             |         | 98,34%  | 5 / 460   |
| Front voor Nationale Eenheid    | PAX Vereniging                   |         | 98,34%  | 3 / 460   |
| Front voor Nationale Eenheid    | Christelijk-Sociale Vereniging   |         | 98,34%  | 3 / 460   |
| Front voor Nationale Eenheid    | Onafhankelijk                    |         | 98,34%  | 37 / 460  |
| Totaal                          | Totaal                           |         | 98,34%  | 460       |
|                                 |                                  |         |         |           |
| Geldige stemmen                 |                                  |         |         |           |
| Blanco/ ongeldige stemmen       | Blanco/ ongeldige stemmen        |         | 1,66%   |           |
| Totaal uitgebrachte stemmen     | Totaal uitgebrachte stemmen      |         | 100,00% |           |
| Geregistreerde kiezers/ opkomst | Geregistreerde kiezers/ opkomst  |         | 94,83%  |           |
| Bron: W.P.                      |                                  |         |         |           |